# Brazília az 1964. évi nyári olimpiai játékokon
Brazília a japán Tokióban megrendezett 1964. évi nyári olimpiai játékok egyik részt vevő nemzete volt. Az országot az olimpián 11 sportágban 61 sportoló képviselte, akik összesen 1 érmet szereztek.

## Érmesek
| Érem  | Versenyző | Sportág    | Versenyszám |
| ----- | --- | ---------- | ----------- |
| Bronz | Nemzeti válogatott Friedrich Wilhelm Braun Sérgio Toledo Machado Ubiratan Pereira Maciel Wlamir Marques Carlos Domingos Massoni Victor Mirshawka Amaury Pasos Edson Bispo dos Santos Jatyr Eduardo Schall José Edvar Simões Carmo de Sousa Antônio Salvador Sucar | Kosárlabda | Férfi       |

## Atlétika
Női
| Versenyző       | Versenyszám | Selejtező | Selejtező | Döntő    | Döntő    |
| Versenyző       | Versenyszám | Eredmény  | Helyezés  | Eredmény | Helyezés |
| --------------- | ----------- | --------- | --------- | -------- | -------- |
| Aída dos Santos | Magasugrás  | 170 cm    | 5.*       | 174 cm   | 4.       |

* - egy másik versenyzővel azonos eredményt ért el

## Cselgáncs
| Versenyző       | Versenyszám | Csoportkör                                                                                  | Csoportkör | Negyeddöntő                      | Elődöntő          | Döntő             | Helyezés |
| Versenyző       | Versenyszám | Ellenfél Eredmény                                                                           | Hely.      | Ellenfél Eredmény                | Ellenfél Eredmény | Ellenfél Eredmény | Helyezés |
| --------------- | ----------- | ------------------------------------------------------------------------------------------- | ---------- | -------------------------------- | ----------------- | ----------------- | -------- |
| Lhofei Shiozawa | Középsúly   | 5. csoport · Rafael Barquero (CRC) · GY · Alfred Redl (AUT) · GY · Narzal García (PHI) · GY | 1.         | Kim Ithe (Kim Eui-tae) (KOR) · V | kiesett           | kiesett           | 5.       |

## Kosárlabda
| Brazil férfi kosárlabdacsapat-játékoskeret                                                                                                | Brazil férfi kosárlabdacsapat-játékoskeret                                                                                   |
| --- | --- |
| - Friedrich Wilhelm Braun - Sérgio Toledo Machado - Ubiratan Pereira Maciel - Wlamir Marques - Carlos Domingos Massoni - Victor Mirshawka | - Amaury Pasos - Edson Bispo dos Santos - Jatyr Eduardo Schall - José Edvar Simões - Carmo de Sousa - Antônio Salvador Sucar |

### Eredmények
Csoportkör
B csoport
| Csapat                 | M | Gy | V | P+  | P–  | Pk   |
| ---------------------- | - | -- | - | --- | --- | ---- |
| Egyesült Államok (USA) | 7 | 7  | 0 | 569 | 333 | +236 |
| Brazília (BRA)         | 7 | 5  | 2 | 473 | 452 | +21  |
| Jugoszlávia (YUG)      | 7 | 5  | 2 | 529 | 453 | +76  |
| Uruguay (URU)          | 7 | 4  | 3 | 472 | 482 | –10  |
| Finnország (FIN)       | 7 | 3  | 4 | 409 | 475 | –66  |
| Ausztrália (AUS)       | 7 | 2  | 5 | 434 | 460 | –26  |
| Peru (PER)             | 7 | 2  | 5 | 431 | 453 | –22  |
| Dél-Korea (KOR)        | 7 | 0  | 7 | 432 | 641 | –209 |

| 1964. október 11. 10:35 | Peru (PER) | 58 – 50 | Brazília (BRA) |  |
| 1964. október 11. 10:35 | (24–23)    |         |                |  |

| 1964. október 12. 13:30 | Brazília (BRA) | 68 – 64 | Jugoszlávia (YUG) |  |
| 1964. október 12. 13:30 | (36–28)        |         |                   |  |

| 1964. október 13. 20:30 | Brazília (BRA) | 92 – 65 | Dél-Korea (KOR) |  |
| 1964. október 13. 20:30 | (51–24)        |         |                 |  |

| 1964. október 14. 17:30 | Brazília (BRA) | 61 – 54 | Finnország (FIN) |  |
| 1964. október 14. 17:30 | (28–19)        |         |                  |  |

| 1964. október 16. 13:30 | Brazília (BRA) | 80 – 68 | Uruguay (URU) |  |
| 1964. október 16. 13:30 | (35–21)        |         |               |  |

| 1964. október 17. 19:00 | Egyesült Államok (USA) | 86 – 53 | Brazília (BRA) |  |
| 1964. október 17. 19:00 | (41–22)                |         |                |  |

| 1964. október 18. 17:30 | Brazília (BRA) | 69 – 57 | Ausztrália (AUS) |  |
| 1964. október 18. 17:30 | (28–24)        |         |                  |  |

Elődöntő
| 1964. október 21. 20:00 | Szovjetunió (URS) | 53 – 47 | Brazília (BRA) |  |
| 1964. október 21. 20:00 | (22–19)           |         |                |  |

Bronzmérkőzés
| 1964. október 23. 18:30 | Brazília (BRA) | 76 – 60 | Puerto Rico (PUR) |  |
| 1964. október 23. 18:30 | (39–26)        |         |                   |  |

| Csapat         | Helyezés |
| -------------- | -------- |
| Brazília (BRA) |          |

## Labdarúgás
| Brazil labdarúgócsapat-játékoskeret                               | Brazil labdarúgócsapat-játékoskeret                                  |
| ----------------------------------------------------------------- | -------------------------------------------------------------------- |
| - Adevaldo - Caravetti - Hélio Dias - Elizeu - Humberto - Zé Luis | - Mattar - Roberto Miranda - Mura - Zé Roberto - Ivo Soares - Valdez |

### Eredmények
Csoportkör
C csoport
| Csapat                    | M | Gy | D | V | G+ | G– | Gk  | P |
| ------------------------- | - | -- | - | - | -- | -- | --- | - |
| Csehszlovákia             | 3 | 3  | 0 | 0 | 12 | 2  | +10 | 6 |
| Egyesült Arab Köztársaság | 3 | 1  | 1 | 1 | 12 | 6  | +6  | 3 |
| Brazília                  | 3 | 1  | 1 | 1 | 5  | 2  | +3  | 3 |
| Dél-Korea                 | 3 | 0  | 0 | 3 | 1  | 20 | –19 | 0 |

| 1964. október 12. 14:00 |

| Brazília (BRA) | 1–1               | Egyesült Arab Köztársaság |
| -------------- | ----------------- | ------------------------- |
| Miranda 10'    | (1–0) Jegyzőkönyv | Shahin 88'                |

| Komazava stadion, Tokió Játékvezető: Rudolf Glöckner (kelet-német) Asszisztensek: Ashgar Tehrani (iráni), Cornel Nitescu (román) |

| 1964. október 14. 14:00 |

| Brazília (BRA)                            | 4–0               | Dél-Korea |
| ----------------------------------------- | ----------------- | --------- |
| Zé Roberto 30' Elizeu 44' 54' Miranda 73' | (2–0) Jegyzőkönyv |           |

| Micuzava stadion, Jokohama Játékvezető: Salih Mohamed Boukkill (marokkói) Asszisztensek: Rafael Valenzuela (mexikói), Gregg De Silva (maláj) |

| 1964. október 16. 13:55 |

| Csehszlovákia (TCH) | 1–0               | Brazília |
| ------------------- | ----------------- | -------- |
| Valošek 77'         | (0–0) Jegyzőkönyv |          |

| Ómija stadion, Ómija Játékvezető: Asghar Tehrani (iráni) Asszisztensek: Zsolt István (magyar), Menáhém Askenází (izraeli) |

| Csapat         | Helyezés |
| -------------- | -------- |
| Brazília (BRA) | 9.       |

## Lovaglás
Díjugratás
| Versenyző           | Ló     | Versenyszám | 1. forduló | 1. forduló | 2. forduló | 2. forduló | Összesen | Összesen |
| Versenyző           | Ló     | Versenyszám | Pont       | Hely.      | Pont       | Hely.      | Pont     | Helyezés |
| ------------------- | ------ | ----------- | ---------- | ---------- | ---------- | ---------- | -------- | -------- |
| Nelson Pessoa Filho | Huipil | Egyéni      | 12,00      | 6.         | 8,00       | 3.         | 20,00    | 5.*      |

* - egy másik versenyzővel azonos eredményt ért el

## Ökölvívás
| Versenyző     | Versenyszám   | Selejtező         | 32-es főtábla                                   | Nyolcaddöntő              | Negyeddöntő            | Elődöntő          | Döntő             | Helyezés |
| Versenyző     | Versenyszám   | Ellenfél Eredmény | Ellenfél Eredmény                               | Ellenfél Eredmény         | Ellenfél Eredmény      | Ellenfél Eredmény | Ellenfél Eredmény | Helyezés |
| ------------- | ------------- | ----------------- | ----------------------------------------------- | ------------------------- | ---------------------- | ----------------- | ----------------- | -------- |
| Joao da Silva | Kisváltósúly  | erőnyerő          | Csiang Ping-cseng (Chang Pin-Cheng) (ROC) · RSC | Nadimi Dashti (IRI) · 3-2 | Eddie Blay (GHA) · 0-5 | kiesett           | kiesett           | 5.       |
| Luiz Fabre    | Nagyváltósúly |                   | Sayed El-Nahas (RAU) · 1-4                      | kiesett                   | kiesett                | kiesett           | kiesett           | 17.      |
| Luiz Cezar    | Középsúly     |                   | erőnyerő                                        | Franco Valle (ITA) · 1-4  | kiesett                | kiesett           | kiesett           | 9.       |

## Öttusa
| Versenyző   | Versenyszám | Lovaglás | Lovaglás | Lovaglás | Vívás    | Vívás | Vívás | Lövészet | Lövészet | Lövészet | Úszás  | Úszás | Úszás | Futás   | Futás | Futás | Összesen    | Összesen |
| Versenyző   | Versenyszám | Idő      | Pont     | Hely.    | Eredmény | Pont  | Hely. | Pontszám | Pont     | Hely.    | Idő    | Pont  | Hely. | Idő     | Pont  | Hely. | Összes pont | Helyezés |
| ----------- | ----------- | -------- | -------- | -------- | -------- | ----- | ----- | -------- | -------- | -------- | ------ | ----- | ----- | ------- | ----- | ----- | ----------- | -------- |
| José Wilson | Egyéni      | 3:16,9   | 940      | 36.      | 17–19    | 640   | 22.   | 192      | 940      | 16.      | 3:55,9 | 1025  | 10.   | 16:29,1 | 733   | 33.   | 4278        | 28.      |

## Röplabda

### Férfi
| Brazil férfi röplabdacsapat-játékoskeret                                                  | Brazil férfi röplabdacsapat-játékoskeret                                                       |
| ----------------------------------------------------------------------------------------- | ---------------------------------------------------------------------------------------------- |
| - Décio de Azevedo - Victor Borges - José da Costa - Carlos Feitosa - João Cláudio França | - Emanuel Newdon - Carlos Nuzman - Hamilton de Oliveira - Josias Ramalho - Marco Antônio Volpi |

#### Eredmények
Csoportkör
| 1964. október 13. 19:15 | Bulgária (BUL)       | 3 – 0 | Brazília (BRA) |  |
| 1964. október 13. 19:15 | (16–14, 15–10, 15–6) |       |                |  |

| 1964. október 14. 13:15 | Brazília (BRA)     | 0 – 3 | Románia (ROU) |  |
| 1964. október 14. 13:15 | (6–15, 5–15, 5–15) |       |               |  |

| 1964. október 15. 17:15 | Hollandia (NED)                    | 3 – 2 | Brazília (BRA) |  |
| 1964. október 15. 17:15 | (14–16, 15–11, 15–12, 6–15, 16–14) |       |                |  |

| 1964. október 17. 15:15 | Dél-Korea (KOR)             | 1 – 3 | Brazília (BRA) |  |
| 1964. október 17. 15:15 | (12–15, 8–15, 16–14, 14–16) |       |                |  |

| 1964. október 18. 17:15 | Brazília (BRA)                     | 3 – 2 | Magyarország (HUN) |  |
| 1964. október 18. 17:15 | (15–4, 13–15, 11–15, 16–14, 15–11) |       |                    |  |

| 1964. október 19. 17:15 | Csehszlovákia (TCH) | 3 – 0 | Brazília (BRA) |  |
| 1964. október 19. 17:15 | (15–5, 15–6, 15–10) |       |                |  |

| 1964. október 21. 13:15 | Japán (JPN)                       | 3 – 2 | Brazília (BRA) |  |
| 1964. október 21. 13:15 | (15–12, 15–9, 12–15, 7–15, 15–11) |       |                |  |

| 1964. október 22. 17:15 | Brazília (BRA)                  | 3 – 2 | Egyesült Államok (USA) |  |
| 1964. október 22. 17:15 | (5–15, 11–15, 15–9, 15–6, 15–9) |       |                        |  |

| 1964. október 23. 11:15 | Brazília (BRA)     | 0 – 3 | Szovjetunió (URS) |  |
| 1964. október 23. 11:15 | (7–15, 6–15, 9–15) |       |                   |  |

|          |                        |      | Mérkőzések | Mérkőzések | Szettek | Szettek | Szettek | Pontok | Pontok | Pontok |
| Helyezés | Csapat                 | Pont | Gy         | V          | Sz+     | Sz–     | SzA     | P+     | P–     | PA     |
| -------- | ---------------------- | ---- | ---------- | ---------- | ------- | ------- | ------- | ------ | ------ | ------ |
| Arany    | Szovjetunió (URS)      | 17   | 8          | 1          | 25      | 5       | 5,000   | 415    | 279    | 1,487  |
| Ezüst    | Csehszlovákia (TCH)    | 17   | 8          | 1          | 26      | 10      | 2,600   | 486    | 399    | 1,218  |
| Bronz    | Japán (JPN)            | 16   | 7          | 2          | 22      | 12      | 1,833   | 475    | 372    | 1,277  |
| 4.       | Románia (ROU)          | 15   | 6          | 3          | 19      | 15      | 1,267   | 432    | 394    | 1,096  |
| 5.       | Bulgária (BUL)         | 14   | 5          | 4          | 20      | 16      | 1,250   | 464    | 429    | 1,082  |
| 6.       | Magyarország (HUN)     | 13   | 4          | 5          | 18      | 18      | 1,000   | 449    | 466    | 0,964  |
| 7.       | Brazília (BRA)         | 12   | 3          | 6          | 13      | 23      | 0,565   | 410    | 474    | 0,865  |
| 8.       | Hollandia (NED)        | 11   | 2          | 7          | 11      | 24      | 0,458   | 378    | 482    | 0,784  |
| 9.       | Egyesült Államok (USA) | 11   | 2          | 7          | 10      | 23      | 0,435   | 360    | 450    | 0,800  |
| 10.      | Dél-Korea (KOR)        | 9    | 0          | 9          | 9       | 27      | 0,333   | 376    | 500    | 0,752  |

| Csapat         | Helyezés |
| -------------- | -------- |
| Brazília (BRA) | 7.       |

## Úszás
Férfi
| Versenyző                                                              | Versenyszám            | Előfutam | Előfutam | Előfutam | Elődöntő | Elődöntő | Elődöntő | Döntő   | Döntő    |
| Versenyző                                                              | Versenyszám            | Idő      | Hely.    | Össz.    | Idő      | Hely.    | Össz.    | Idő     | Helyezés |
| ---------------------------------------------------------------------- | ---------------------- | -------- | -------- | -------- | -------- | -------- | -------- | ------- | -------- |
| Athos de Oliveira Filho                                                | 100 m gyors            | 56,0     | 3.       | 25.      | kiesett  | kiesett  | kiesett  | kiesett | kiesett  |
| Mauri Fonseca                                                          | 100 m gyors            | 59,6     | 7.       | 59.      | kiesett  | kiesett  | kiesett  | kiesett | kiesett  |
| Alvaro Pires                                                           | 100 m gyors            | 56,8     | 5.       | 36.*     | kiesett  | kiesett  | kiesett  | kiesett | kiesett  |
| Farid Zablith Filho                                                    | 200 m mell             | 2:45,2   | 4.       | 25.      | kiesett  | kiesett  | kiesett  | kiesett | kiesett  |
| Athos de Oliveira Filho Farid Zablith Filho Mauri Fonseca Alvaro Pires | 4 × 100 m vegyes váltó | 4:21,2   | 6.       | 13.      |          |          |          | kiesett | kiesett  |

* - hat másik versenyzővel azonos időt ért el

## Vitorlázás
Nyílt
| Versenyző                           | Versenyszám     | Futam | Futam | Futam | Futam | Futam | Futam | Futam | Pontszám | Helyezés |
| Versenyző                           | Versenyszám     | 1     | 2     | 3     | 4     | 5     | 6     | 7     | Pontszám | Helyezés |
| ----------------------------------- | --------------- | ----- | ----- | ----- | ----- | ----- | ----- | ----- | -------- | -------- |
| Jörg Bruder                         | Finn dingi      | (341) | 716   | 921   | 540   | 620   | 841   | 1318  | 4956     | 7.       |
| Harry Adler Luiz Ramos              | Csillaghajó     | 331   | 553   | (101) | 252   | 377   | 377   | 331   | 2221     | 11.      |
| Klaus Hendriksen Joaquim Roderbourg | Repülő hollandi | 344   | 344   | 469   | 277   | (193) | 193   | 520   | 2147     | 16.      |

## Vízilabda
| Brazil férfi vízilabdacsapat-játékoskeret                                                                   | Brazil férfi vízilabdacsapat-játékoskeret                                                        |
| --- | ------------------------------------------------------------------------------------------------ |
| - Rodney Bell - Ivo Carotini - Paulo Carotini - Luiz Daniel - Osvaldo Cochrane Filho - João Gonçalves Filho | - Adhemar Grijó Filho - Pedro Pinciroli Júnior - Ney Nogueira - Márvio dos Santos - Szabó Aladár |

### Eredmények
Csoportkör
C csoport
| Csapat                 | M | Gy | D | V | G+ | G– | Gk  | P |
| ---------------------- | - | -- | - | - | -- | -- | --- | - |
| Jugoszlávia (YUG)      | 3 | 3  | 0 | 0 | 17 | 3  | +14 | 6 |
| Hollandia (NED)        | 3 | 2  | 0 | 1 | 11 | 13 | –2  | 4 |
| Egyesült Államok (USA) | 3 | 1  | 0 | 2 | 12 | 9  | +3  | 2 |
| Brazília (BRA)         | 3 | 0  | 0 | 3 | 3  | 18 | –15 | 0 |

| 1964. október 11. 10:00 | Brazília (BRA)       | 2 – 3 | Hollandia (NED) |  |
| 1964. október 11. 10:00 | (1–1, 0–1, 0–0, 1–1) |       |                 |  |
| 1964. október 11. 10:00 | Santos, Szabó 1      |       | három játékos 1 |  |

| 1964. október 12. 18:50 | Egyesült Államok (USA) | 7 – 1 | Brazília (BRA) |  |
| 1964. október 12. 18:50 | (1–0, 1–0, 3–0, 2–1)   |       |                |  |
| 1964. október 12. 18:50 | Crawford 3             |       | Szabó 1        |  |

| 1964. október 13. 10:00 | Jugoszlávia (YUG)    | 8 – 0 | Brazília (BRA) |  |
| 1964. október 13. 10:00 | (3–0, 0–0, 4–0, 1–0) |       |                |  |
| 1964. október 13. 10:00 | Šimenc, Sandić 2     |       |                |  |

| Csapat         | Helyezés |
| -------------- | -------- |
| Brazília (BRA) | 13.      |